# Hyalopsyche plurispinosa
Hyalopsyche plurispinosa är en nattsländeart som beskrevs av Schmid 1959. Hyalopsyche plurispinosa ingår i släktet Hyalopsyche och familjen Dipseudopsidae. Inga underarter finns listade i Catalogue of Life.